# Taiwan Dog
Il Taiwan Dog (in cinese:台灣 犬) è una razza di cane piccolo o medio originario di Taiwan. 
Questi cani sono anche conosciuti come Formosan Mountain Dog, Taiwanese Canis, Taiwanese Native Dog (台灣 土狗) o Takasago Dog (高 砂 犬). 
Sono cani ben adattati al terreno irregolare e fittamente boscoso di Taiwan, essendo diventati una razza semi-selvatica prima dell'arrivo di diversi regni coloniali e potenze straniere. Nonostante questi adattamenti, i cani Formosani non si sono rinselvatichiti completamente, mantenendo la possibilità di essere addestrati. Infatti, ora sono usati come cani da caccia, cani da guardia, acrobazie, cani da salvataggio o semplicemente come cane da compagnia. I cani di Formosa sono classificati in un tipo medio e due tipi piccoli.

## Storia
Questi cani sono discendenti dei cani da caccia dell'Asia meridionale con cui vivevano gli antichi abitanti locali dei distretti montuosi nella zona centrale dell'isola. 
Questa razza era il fedele compagno di un antico cacciatore nella foresta selvaggia. Studiosi della Università Nazionale di Taiwan, della Giapponese Gifu University e della Nagoya University hanno svolto uno studio nel 1980 sul tema del cane nativo di Taiwan.
I ricercatori hanno visitato ventinove tribù di abitanti locali, confermando che l'attuale Taiwan Dog è un discendente del Cani da caccia dell'Asia meridionale.
Questa razza è ora popolare in tutto il isola come cane da guardia e da compagnia.